# Strobilanthes schomburgkii
Strobilanthes schomburgkii är en akantusväxtart som först beskrevs av William Grant Craib, och fick sitt nu gällande namn av John Richard Ironside Wood. Strobilanthes schomburgkii ingår i släktet Strobilanthes och familjen akantusväxter. Inga underarter finns listade i Catalogue of Life.